# Primul Regiment Secuiesc de Infanterie

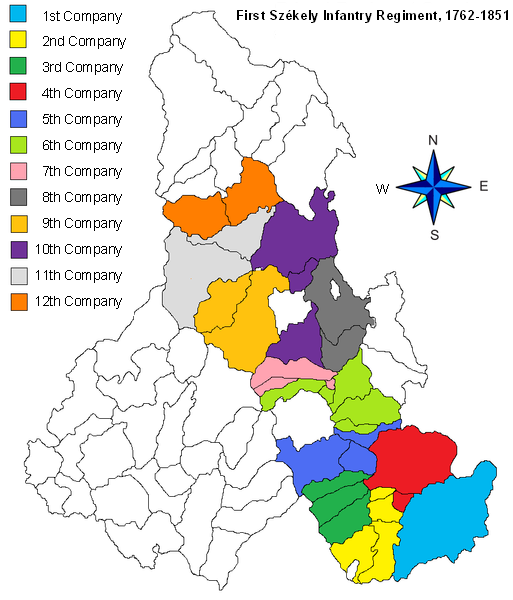
Dispunerea în teritoriu a companiilor regimentului pe raza actualului judeţ Harghita

Primul Regiment Secuiesc de Infanterie (în maghiară Első Székely Gyalogezred, în germană 1. Szekler Grenzinfanterieregiment) a făcut parte din granița militară transilvăneană. Este cunoscut sub numele de Grenzinfanterieregiment nr. 14, fiind înființat în anul 1762, reorganizat în 1764 și transformat în 1851 în Regimentul de Linie nr. 5. Statul său major a fost în localitatea Eger și comandamentul de recrutare la Satu Mare. Începând cu anul 1851 numele său, Grenzinfanterieregiment Nr. 14, a fost dat vechiului regiment Grenzinfanterieregiment Nr. 18 care a fost înființat în 1838 ca Illyrisch-Banater Grenzinfanterieregiment (vezi Granița militară bănățeană).